# Euphaedra vetusta
Euphaedra vetusta är en fjärilsart som beskrevs av Butler. Euphaedra vetusta ingår i släktet Euphaedra och familjen praktfjärilar. Inga underarter finns listade i Catalogue of Life.